# Jean Peneff
Jean Peneff, né en 1939, est un sociologue français, qui a enseigné successivement à Paris 8, au département de sociologie de l'Université d'Alger, à l'Université de Nantes et qui a terminé sa carrière d'enseignant à l'Université de Provence (Aix-en-Provence).

## Biographie
Au début de sa carrière, il est l'élève de Pierre Bourdieu, dont il se détachera à son retour d'Alger pour aller puiser son inspiration sociologique en Amérique du Nord auprès des héritiers de l'École de Chicago. Il connaîtra Everett Hughes et devient ami avec Howard Becker auprès de qui il se familiarise avec les méthodes de l'interactionnisme symbolique qu'il reviendra ensuite enseigner en France.
Il est un de ceux qui aura contribué à faire connaître en France les méthodes empiriques mises au point par les tenants de l'École de Chicago. Il les enseigne à ses étudiants et les incite à les mettre à l'épreuve sur des terrains aussi divers que le monde de la boxe, les peuples voyageurs, les quartiers défavorisés, le monde des diplomates, les partis politiques, le monde rural, etc.
Ses études du monde industriel algérien par l'observation de ses chefs d'entreprises donnent lieu à une série d'articles publiés en France et aux États-Unis d'Amérique, ainsi qu'en 1981 à un ouvrage publié par le CNRS et intitulé Industriels algériens.
Il est mieux connu pour l'utilisation, dans une démarche sociologique, de la méthode biographique, qu'il théorisa  dans La méthode biographique, ouvrage paru chez Armand Colin en 1990. Cette méthode est le fruit de nombreuses enquêtes auprès notamment de syndicalistes, de militants ouvriers et d'enseignants de l'école publique et de l'école privée.
La partie la plus récente et la plus complète de son œuvre est une étude de très longue durée, fondée notamment par l'observation directe et participante, du monde médical. Il a publié sur la question, outre un grand nombre d'articles et de communications, trois ouvrages basés sur des enquêtes.
Ainsi, L'hôpital en urgence est basé sur une enquête empirique d'une année au sein des services d'urgence d'un hôpital de l'Ouest.
Malades des urgences met en évidence le caractère sélectif de cette sorte de portail de l'hôpital que représente le service des urgences. L'auteur y montre comment s'actualisent les mécanismes de relégation sociale dans un service hospitalier pourtant réputé pour devoir accueillir "toute la misère du monde".
La France malade de ses médecins, publié en 2005 chez les Empêcheurs de penser en rond, qui représente, sous l'angle sociologique, une analyse critique du fonctionnement du corps professionnel médical et du système de sécurité sociale français.
En 2009, il publie un ouvrage consacré à l'observation en sociologie dont lequel il contextualise et met en perspective historique cette pratique.

### Algérie
- Industriels algériens, Éditions du CNRS, 1981, 220 p.
- Carrières et trajectoires sociales des patrons algériens, in Actes de la recherche en sciences sociales, n° 41, 1982, p. 61-72.
- Les chefs d'entreprises en Algérie in Entrepreneurs en Afrique, L'Harmattan, 1983.
- Les chefs d'entreprises, in Revue algérienne des sciences juridiques, économiques et politiques, vol. XX, n° 3, 1983.
- Feildwork in Algeria, in Qualitative Sociology, n° 1, 1985, Spring, p. 65-78.

### Politique, partis, syndicats, élections
- Autobiographies de militants ouvriers, in Revue française de sciences politiques, vol. 29, 1979, n° 1, p. 53-82.
- Abstention ouvrière et participation bourgeoise aux élections de Nantes en 1977 et 1978, in Le Mouvement social, n° 115, avril-juin 1981, p. 3-25.
- La non-inscription électorale en France, in Le Mouvement social, n° 119, avril-juin 1982, p. 113-122.
- Autobiographies de militants CGTU-CGT, in Cahiers du LERSCO, no 1, Presses de l'Université de Nantes, 1979, 158 p.
- Autobiographie de militants nantais de la CFDT (en collaboration avec Béatrice Fèvre), in Cahiers du LERSCO, no 4, Presses de l'Université de Nantes, 1982, 220 p.
- Le recrutement et l'observation des ouvriers par le patronat : étude d'un fichier d'entreprise, Revue française de sociologie, vol. 34, 1993, no 4, p. 557-596.
- Présentation de S. Rame, Journal d'un manifestant, in Actes de la recherche en sciences sociales, no 73, juin 1988, p. 41.
- Compte-rendu de Jean Maitron et Claude Pennetier, Dictionnaire biographique du mouvement ouvrier, in Communisme, no 13, 1987, p. 66-70.

### Scolarisation primaire
- Écoles publiques, écoles privées dans l'Ouest, 1880-1950, Paris, L'Harmattan, 1987, 262 p.
- Autobiographie d'enseignants d'écoles publiques et privées, in Cahiers du LERSCO, no 8, Presses de l'Université de Nantes, 1987, 158 p.

### Hôpitaux, médecine
- L'hôpital en urgence, 1992,  Métailié, 258 p.
- Le travail du chirurgien : opérations à cœur ouvert, in Sociologie du travail, vol. 39, 1997, no 3, p. 265-296.
- La face cachée d'"Urgences", le feuilleton de la télévision, in Genèse, no 29, mars 1998, p. 122-145.
- Le travail à la morgue de l'hôpital : des professionnels méconnus, in Actes du colloque "Chicago hier et aujourd'hui", Université de Versailles, Saint Quentin-en-Yvelines, 1998, 10 p.
- Les malades des urgences, Métailié, 2000, 190 p.
- Urgences, problèmes sociaux ou problèmes médicaux ?, in Dictionnaire de la pensée médicale (sous la dir. de Dominique Lecourt), PUF, 2004, p. 1177-1180.
- Enquêter à l'hôpital, in Que faire de l'hôpital (sous la dir. de Charles Amourous), L'Harmattan, 2004, p. 351-369.
- La France malade de ses médecins, Les Empêcheurs de penser en rond, 2005  (ISBN 2846711380)

### Biographie, autobiographie
- La méthode biographique de l'École de Chicago à l'histoire orale, A. Colin, 1990, 144 p.
- Les autobiographies dans le cadre du LERSCO in Photographie : mélanges offerts à Michel Verret, 1987, Nantes, ACL, p. 35-39.
- Le mythe dans l'histoire de vie, in Société, no 18, mai 1988, p. 8-14.
- Myths in life stories, in Raphael Samuel & Paul Thomson (éd.), The Myths we live by, Londres, Routledge, 1990, p. 36-48.
- "Les grandes tendances de l'usage des biographies dans la sociologie française", in Politix, no 27, 1994, p. 25-31.
- Une biographie d'inventeur, Clément Ader, in Actes de la recherche en sciences sociales, no 108, juin 1995, p. 62-69.
- Ader l'aérien : un ingénieur toulousain, Publibook,  2024 [2020], 146 p.
- Entretien biographique et rapports de classe, in Current Sociology, vol. 43, 1995, no 2/3, p. 53-59.

### Pratiques des sociologues
... Histoires des techniques sociologiques, méthode de l'observation
- La fabrication statistique ou Le métier du père, in Sociologie du travail, 1984, no 2, p. 195-211.
- Note sur E. C. Hughes et la pédagogie du Fieldwork dans la sociologie américaine, in Sociologie du travail, 1984, no 2, p. 228-230.
- The observers observed : French survey researchers at work, in Social Problems, vol. 35, 1988, no 5, p. 520-535.
- Reply to Smith & Carter, in Social Problems, vol. 36, 1989, no 3, p. 313.
- Mesure et contrôle des observations dans le travail de terrain : l'exemple des professions de service, in Sociétés contemporaines, no 21, mars 1995, p. 119-138.
- Le début de l'observation participante ou Les premiers sociologue en usine, in Sociologie du travail, vol. 31, 1996, no 2, p. 25-44.
- Les idées originales d'Howard Becker pour enseigner la sociologie, in L'art du terrain : mélange offert à Howard Becker (textes réunis par A. Blanc et A. Pessin), L'Harmattan, 2004, p. 15-28.
- Le goût de l'observation, La découverte, 2009. (préface de Howard S. Becker)  (ISBN 9782707156631)
- Howard S. Becker. Sociologue et musicien dans l’école de Chicago, Paris, Éd. L’Harmattan, coll. Logiques sociales, 2014

### Divers
- Sur le terrain, un demi-siècle d'observation du monde social, Grenoble, Presses universitaires de Grenoble, coll. Libres cours sociologie, 2021 (978-2-7061-4724-1).
- Traduction de H. S. Becker, Bibliographie et mosaïque scientifique, in Actes de la recherche en sciences sociales, juin 1996, no 62-63, p. 105-110.
- Compte-rendu de P. H. Amann, The corncribs of Buzet, Modernizing Agriculture in the French Southwest, in Annales. Économies, sociétés, civilisations, 1993, p. 190-193.
- Football : la pratique, la carrière, les groupes, in Sociétés contemporaines, 2000, no 37, p. 121-141.